# Eshkol
O território do Conselho Regional de Eshkol situa-se no noroeste do Negueve, no Distrito Sul de Israel, entre Ascalão e Bersebá. É limitado, a oeste, pela Faixa de Gaza e, a leste, pelo território do Conselho Regional de Bnei Shimon.